# دهستان گرمه
دهستان گرمه یکی از دهستان‌های شهرستان مرودشت در استان فارس ایران است. این دهستان در بخش کامفیروز شمالی قرار دارد و براساس سرشماری مرکز آمار ایران در سال ۱۳۹۰، جمعیت آن ۸۷۷۱ نفر (در ۲۴۸۹ خانوار) بوده‌است.